# Ferrovia a cremagliera di Budapest
La ferrovia a cremagliera di Budapest (in ungherese Budapesti Fogaskerekű Vasút) è una ferrovia a cremagliera urbana della città di Budapest, in Ungheria.

## Storia

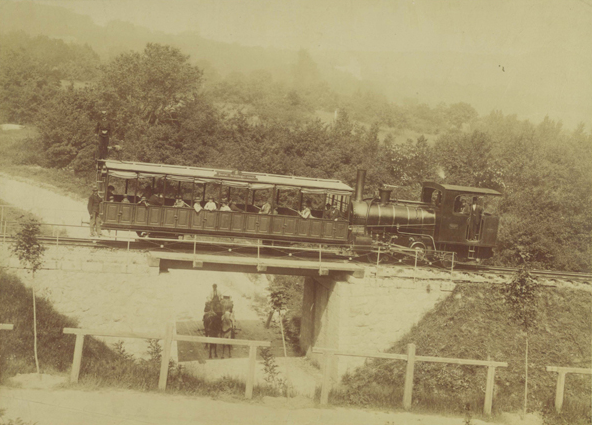
La ferrovia nel 1890

Dal 1868 sul percorso tra Lánchíd a Zugliget era entrata in funzione una ippotranvia della Budai Közúti Vaspálya Társaság (la società dei trasporti pubblici di Buda). L'interesse destato dalla costruzione in Svizzera della prima linea a cremagliera d'Europa, la Vitznau-Rigi, aperta nel 1871 e progettata da  Niklaus Riggenbach spinse le autorità interessate a dargli l'incarico di studiarne l'attuazione anche in Budapest, adottando lo scartamento normale, con una lunghezza complessiva del percorso di 2.883 m per superare un dislivello di 264 m. La costruzione ebbe inizio nell'estate del 1873 e fu terminata l'anno successivo. L'inaugurazione avvenne il 24 giugno 1874 con capolinea attestato a Városmajor.
Il successo riscontrato fece maturare la decisione di prolungare a 3.700 m la linea nel 1890 con partenza dal monte Széchenyi . Nell'estate del 1929, con l'elettrificazione, la frequenza delle corse venne aumentata con partenze ogni 15 minuti. Nel 1973 la ferrovia venne ricostruita con immissione di nuovi rotabili dal 20 agosto dello stesso anno.
Oggi vi sono progetti di un ulteriore prolungamento.

## Caratteristiche

### Percorso

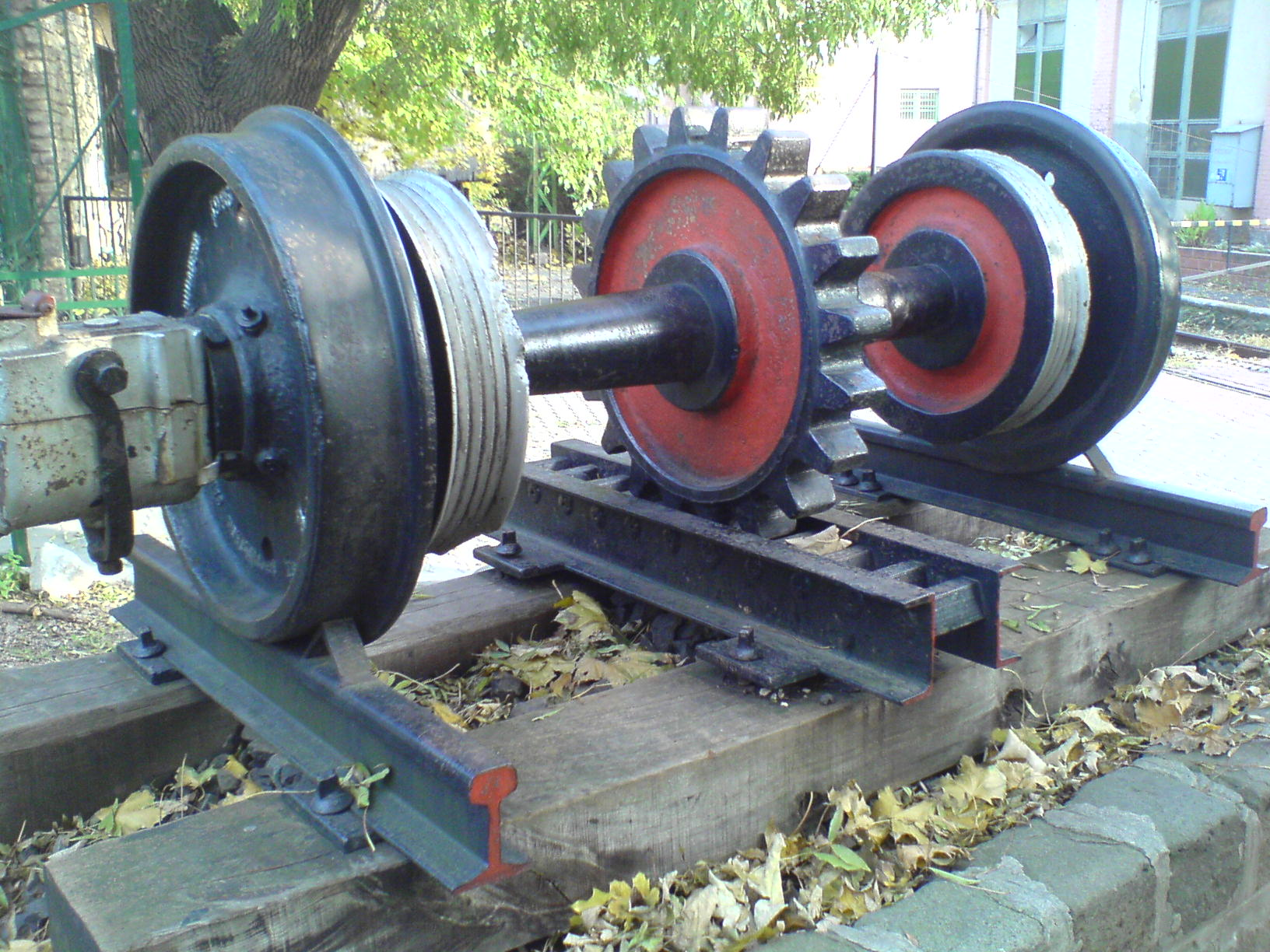
Il sistema ruota dentata/cremagliera Riggenbach esposto al pubblico

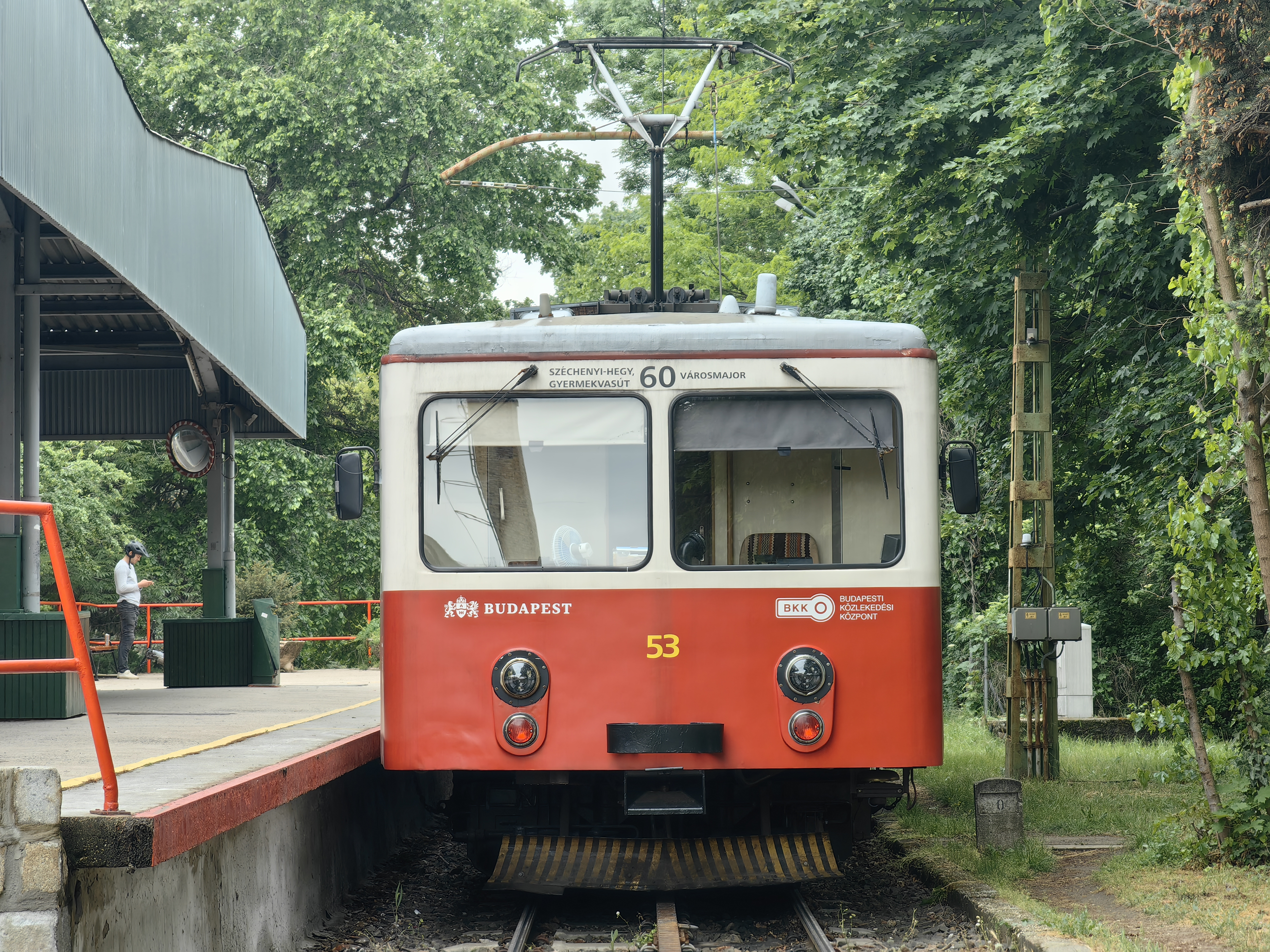
La ferrovia

| Urban non-passenger station/depot on track |

| Station on track |

| Stop on track |

| Station on track |

| Stop on track |

| Station on track |

| Station on track |

| Stop on track |

| Station on track |

| Stop on track |

| End station |